# Paruline de Grace
Setophaga graciae
Espèce
Statut de conservation UICN

 LC  : Préoccupation mineure
La Paruline de Grace (Setophaga graciae, anciennement Dendroica graciae) est une espèce de passereaux appartenant à la famille des Parulidae.
La Paruline de Grace a été nommée en l’honneur de Grace Darling Coues. Le docteur Elliott Coues, frère de Grace et qui avait récolté cet oiseau, adressa cette demande à Spencer Fullerton Baird qui donna le nom de Dendroica graciae à l’espèce.

## Habitats et répartition

zone de nidification
zone de nidification et d'hivernage

Cette petite paruline est aussi l’une des moins connues des parulidés nord-américaines. Son observation est relativement difficile - sa répartition restreinte, la densité des populations nicheuses relativement faible et son nid bien caché en sont la cause.

## Description

### Morphologie
Les mâles tendent à avoir les ailes et la queue légèrement plus longues que celles des femelles. Il y a aussi de légères différences entre les sous-espèces. Les mesures d’un échantillon d’individus (toutes races confondues) donnent les dimensions suivantes :
- Mâles : ailes, 53-70 mm ; queue, 43-50 mm ; bec, 9-10 mm ; tarse, 16-18 mm
- Femelles : ailes, 55-66 mm ; queue, 43-47 mm ; bec, 9-10 mm ; tarse : 16-17 mm

Au Colorado, la pesée d’oiseaux capturés pendant la saison de nidification a révélé une masse moyenne de 8,0 g pour les mâles et de 7,5 g pour les femelles. La pesée d’individus capturés au Nicaragua donne une moyenne de 7,9 g pour les mâles et 7,8 g pour les femelles.

### Plumage
Les adultes en plumage nuptial ont les dessus gris et les dessous blancs avec le menton, la gorge et la poitrine jaune, un sourcil jaune (blanc vers l’arrière), un croissant jaune sous l’œil, des rayures noires sur les flancs et deux barres alaires blanches. Le mâle et la femelle diffèrent légèrement. Les dessus sont plus ternes chez la femelle et un peu plus brunâtres. Les rayures noires de la tête, du dos des scapulaires et de la face sont plus pâles ou absentes chez la femelle. Le plumage des adultes varie peu tout au long de l’année. Les dessus sont moins contrastés à l’automne et à l’hiver. Les immatures à l’automne et à l’hiver ressemblent aux adultes, mais en plus terne avec peu ou pas de rayures.
Des variations du plumage s’observent aussi entre les sous-espèces. Le noir des sous-espèces du nord tire plutôt sur le brun alors qu’il est plus près du gris bleu chez les sous-espèces du sud. Le jaune de la gorge des sous-espèces du nord est plus pâle et devient plus foncé à mesure qu’on descend vers le sud pour être presque orangé chez la sous-espèce observée au Belize.

### Caractères distinctifs
La Paruline de Grace pourrait être confondue avec la Paruline à gorge jaune qu’on retrouve à l’est de l’Amérique du Nord. Les deux espèces peuvent se croiser pendant la migration et à l’hiver au Mexique. La Paruline de Grace est toutefois plus petite et n’a pas les marques faciales noires et blanches caractéristiques de la Paruline à gorge jaune. Les deux espèces ont un comportement alimentaire différent. La Paruline de Grace trouve sa nourriture en parcourant les petites branches et en voltigeant autour des amas d’aiguilles des pins alors que la Paruline à gorge jaune préfère parcourir le tronc et les branches des arbres,.
Les individus immatures de la Paruline de Grace pourraient être confondus avec les immatures de la Paruline de Townsend et de la Paruline à gorge orangée. Le sourcil de la Paruline de Grace est toutefois plus court que chez les deux autres espèces et l’immature a peu ou pas de rayures sur le dos – contrairement à la Paruline à gorge orangée – et les dessus sont moins verdâtres que chez la Paruline de Townsend. La confusion est aussi possible avec la variété audubon de la Paruline à croupion jaune, mais celle-ci a le croupion et la calotte jaune, des taches noires aux joues et des rayures foncées sur la poitrine,.

## Systématique

### Sous-espèces
D'après Alan P. Peterson, cette espèce est constituée de quatre sous-espèces. La distinction entre les sous-espèces se fait à partir de la nuance de brun du dos, de la nuance du jaune de la gorge et de la longueur des ailes et de la queue.
- Setophaga graciae graciae (Baird, 1865) se reproduit au sud-ouest des États-Unis, au nord-ouest du Mexique jusqu’au nord de Sinaloa. Graciae hiverne dans les montagnes de l’ouest du Mexique du nord-est de Sinaloa et du nord-ouest de Durango jusqu’au sud dans le Michoacán, le Morelos, et l’Oaxaca.
- L’aire de reproduction de S. g. yaegeri (Phillips et Webster, 1961) comprend le sud de Sinaloa, le sud-ouest de Durango, Nayarit, l’ouest de Zacatecas et l’ouest de Jalisco. Yaegeri hiverne dans son aire de reproduction effectuant de courtes migrations altitudinales.
- S. g. remota (Griscom, 1935) réside à longueur d'année dans les montagnes du Michoacán, au sud et à l’est dans l’Oaxaca, le Chiapas, le Guatemala, l’El Salvador, dans les montagnes de l’ouest et du centre du Honduras et au nord du Nicaragua.
- S. g. decora (Ridgway, 1873) est une résidente des plaines du Belize et de la Côte des Mosquitos (est du Honduras et nord-est du Nicaragua).

### Espèces apparentées
On a cru que la Paruline de Grace était apparentée à un groupe comprenant la Paruline à gorge jaune, la Paruline d’Adélaïde, la Paruline de Barbuda et la Paruline de Sainte-Lucie. Des analyses d’ADN mitochondrial du genre Dendroica infirment cette thèse et apparentent plutôt la Paruline de Grace avec la Paruline grise.

### Hybridation
Un cas d’hybridation a été rapporté avec la paruline à croupion jaune.

## Écologie et comportement

### Habitat

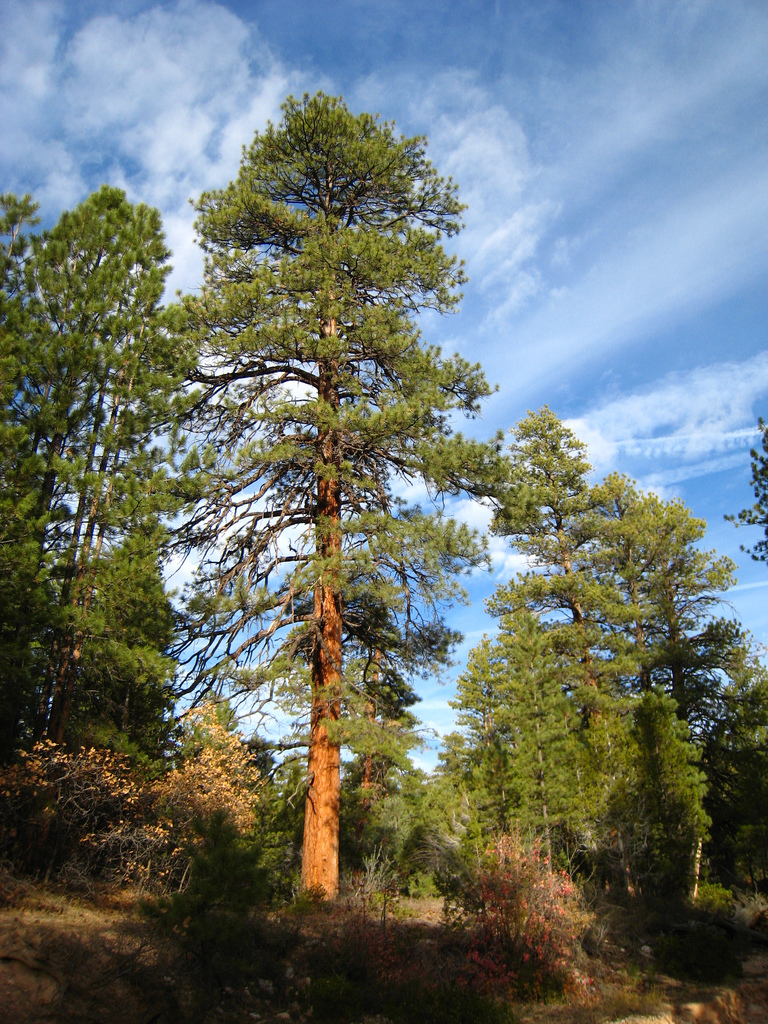
Le Pin ponderosa, une essence de prédilection pour la Paruline de Grace

Pendant la saison de reproduction, La Paruline de Grace occupe les forêts de pins et les associations de pins et de chênes dans la plus grande partie de son aire de répartition. Elle a une prédilection pour les peuplements où le sous-bois est dégagé. Dans la partie nord, on la retrouve aussi dans les forêts d’épicéa et de sapin et le long de la cote des Caraïbes on l’observe dans les savanes parsemées de pins.
Dans les montagnes (1 800–2 700 m) sud-ouest des États-Unis et dans la Sierra Madre occidentale dans le nord du Mexique, elle affectionne particulièrement les peuplements purs de Pin ponderosa, de Pinus leiophylla, de Pinus engelmannii et là où le chêne se mêle à ces essences. À haute élévation (1 500–2 500 m) dans le centre du Michoacán, à moyenne élévation (800-1 800 m) le long de la cote du Pacifique du Nayarit jusqu’à l’ouest du Chiapas et à une altitude un moindre (650-1 500 m) du sud-est du Chiapas jusqu’au nord-ouest du Nicaragua, on la retrouve dans les forêts de pins humides. Dans les savanes de la Côte des Mosquitos du Nicaragua, là où ne croît que Pinus caribaea, la Paruline de Grace est souvent la seule espèce d’oiseau rencontrée.
Pendant la migration et dans les aires d’hivernage, la Paruline de Grace occupe à peu près les mêmes types d’habitats. En Arizona, elle semble migrer exclusivement dans les forêts montagneuses sans s’arrêter aux basses terres désertiques. Dans l’ouest du Mexique, elle effectue une migration locale, passant des pinèdes sèches en altitude de la Sierra Madre occidentale pour hiverner dans les peuplements de conifères humides des pentes le long de la cote du Pacifique.

### Alimentation
Comme presque toutes les parulines, La Paruline de Grace se nourrit d’arthropodes. Nous avons peu de précisions sur la composition de sa diète. On l’a vu attraper des chenilles, des insectes ailés (de petites espèces d’odonates, entre autres) des araignées et des coléoptères.
Elle cherche sa nourriture principalement dans les pins matures, des branches à mi-hauteur jusqu’à la cime (17–27 m du sol). Elle fréquente aussi les chênes, là ou cette essence est présente. Elle sautille et voltige dans le bout des branches, généralement dissimulée dans l’épaisseur du feuillage, en sortant parfois à la poursuite d’un insecte au vol. Tôt le matin, elle s’active surtout dans les cimes exposées au soleil.

### Chant
Seul le mâle chante. Le chant, fréquemment émis du sommet d’un pin de grande taille, est un trille peu musical de courte durée, souvent en deux ou trois parties distinctes. Les deux sexes peuvent émettre des cris brefs, notamment lorsqu’il y a présence d’un danger,.

## Reproduction

### Accouplement
La Paruline de Grace est monogame. Les mâles dans les habitats de qualité inférieure peuvent ne pas s’accoupler. Les adultes de la sous-espèce migratrice D. g. graciae s’accouplent dès leur arrivée sur le territoire de nidification. Les adultes de la sous-espèce résidente D. g. decora restent en couple toute l’année.

### Nidification
En Arizona et au Colorado, les premiers mâles arrivent sur les aires de reproduction entre la fin avril et la mi-mai et la construction du nid s’étend entre la mi-mai et le début de juin. Toutes régions confondues, la période d’incubation s’étend de la fin mai à la mi-juillet et la période d’élevage des jeunes au nid s’étend du début de juin jusqu’à la fin de juillet. La Paruline de Grace ne semble pas faire plus d’une nichée par saison.
La femelle choisit l’emplacement du nid et le construit.  Le nid est généralement situé dans la moitié supérieure d’un arbre de taille moyenne ou grande, bien dissimulé dans une touffe d’épines d’une branche et assez éloigné du tronc.  Le nid, en forme de coupe, compact et un peu plat, mesure environ 70 mm de diamètre et 55 mm de haut et la coupe mesure environ 45 mm de diamètre et 32 mm de profond.  La structure peut contenir des crins de chevaux, des fibres végétales (chatons, écailles de bourgeons de chêne), du duvet végétal et des brins d’herbe.  L’intérieur est tapissé de poils, de brindilles, de radicelles, de plumes ou de chatons,,.
Seule la femelle incube les œufs pendant 10 à 12 jours. Les œufs, au nombre de 3 ou 4 et de forme subelliptique, ont une longueur moyenne de 16,8 mm et une largeur moyenne de 12,7 mm.  Ils sont blanc ou blanc-crème moucheté de taches de différentes couleurs : brun rouge, marron, olive pale, gris brun, violet et gris pâle.  Les mouchetures couvrent tout l’œuf ou se limitent à la couronne près du gros bout de l’œuf,,.
Seule la femelle couve les jeunes au nid. Les deux adultes nourrissent les jeunes. Souvent, le mâle donne la nourriture à la femelle au nid qui le donne à son tour aux oisillons. Les deux parents débarrassent le nid des sacs fécaux. Les jeunes oiseaux sont capables de trouver leur propre nourriture une quinzaine de jours après avoir quitté le nid, même si les adultes continuent à les nourrir.

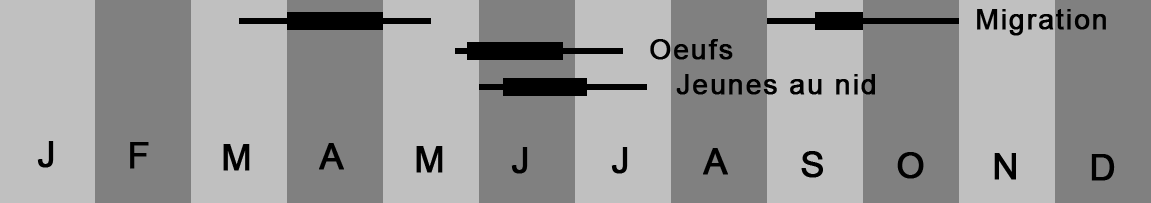
Cycle annuel de la Paruline de Grace

### Territorialité
La Paruline de Grace est territoriale. Le territoire est vigoureusement défendu contre l'intrusion des couples conspécifiques pendant toute la période de nidification chez la sous-espèce D. g. graciae, jusqu’à ce que les jeunes aient quitté le nid et commencent à errer. La sous-espèce résidente D. g. decora est territoriale toute l’année.
La superficie du territoire défendu dépend de la densité de la population et de la qualité du territoire. Dans les habitats plus pauvres, le territoire peut atteindre une dimension de 6,5 ha et dans les meilleures conditions, il peut être aussi petit que 1,5 ha.

### Parasitisme
La Paruline de Grace peut être victime du parasitisme par le Vacher à tête brune. Il n’existe pas assez de données quantitatives pour mesurer l’impact du parasitisme du Vacher sur la Paruline de Grace, mais au Nouveau-Mexique, là ou le parasitisme est plus fréquent, la population de cette paruline a diminué.

## Répartition
La Paruline de Grace niche du sud-ouest des États-Unis jusqu’au Nicaragua. Aux États-Unis, la zone de nidification comprend le sud du Nevada et de l’Utah, le sud-ouest du Colorado, l’Arizona, le centre et l’ouest du Nouveau-Mexique et l’ouest du Texas. Au Mexique, la zone comprend une bande qui s’étend de l’est du Sonora et l’ouest du Chihuahua jusqu’à l’Isthme de Tehuantepec et le Chiapas. En Amérique centrale, la zone comprend le sud du Guatemala, le nord du El Salvador, le nord-ouest du Nicaragua et le Belize. L’aire d’hivernage correspond à l’aire de reproduction, sauf aux États-Unis et au nord du Mexique où se retrouve la sous-espèce migratrice D. g. graciae qui quitte ces régions pour partager les aires d’hivernage avec les sous-espèces du sud,,.
On note une extension vers le nord de l’aire de répartition, peut-être à cause du réchauffement climatique. L’espèce a colonisé le sud du Nevada depuis le début de la décennie 1970 et on l’observe à l’occasion dans le sud de la Californie.

## Démographie et population

### Longévité
Un individu bagué a survécu au moins 4 ans.

### Population
La densité de la population varie beaucoup selon les régions. Dans les régions à densités les plus élevées, on observe jusqu’à 20 couples par 40 ha.
Les coupes forestières dans le sud-ouest des États-Unis à la fin du IXXe siècle et au début du XXe siècle ont probablement eues un impact négatif sur la population qui a depuis récupéré avec le rétablissement des forêts. La population reste probablement moins importante qu’avant la colonisation. Ces forêts encore jeunes et denses ne sont pas des habitats idéaux pour la Paruline de Grace,.

## Relation avec l’homme

### Menaces

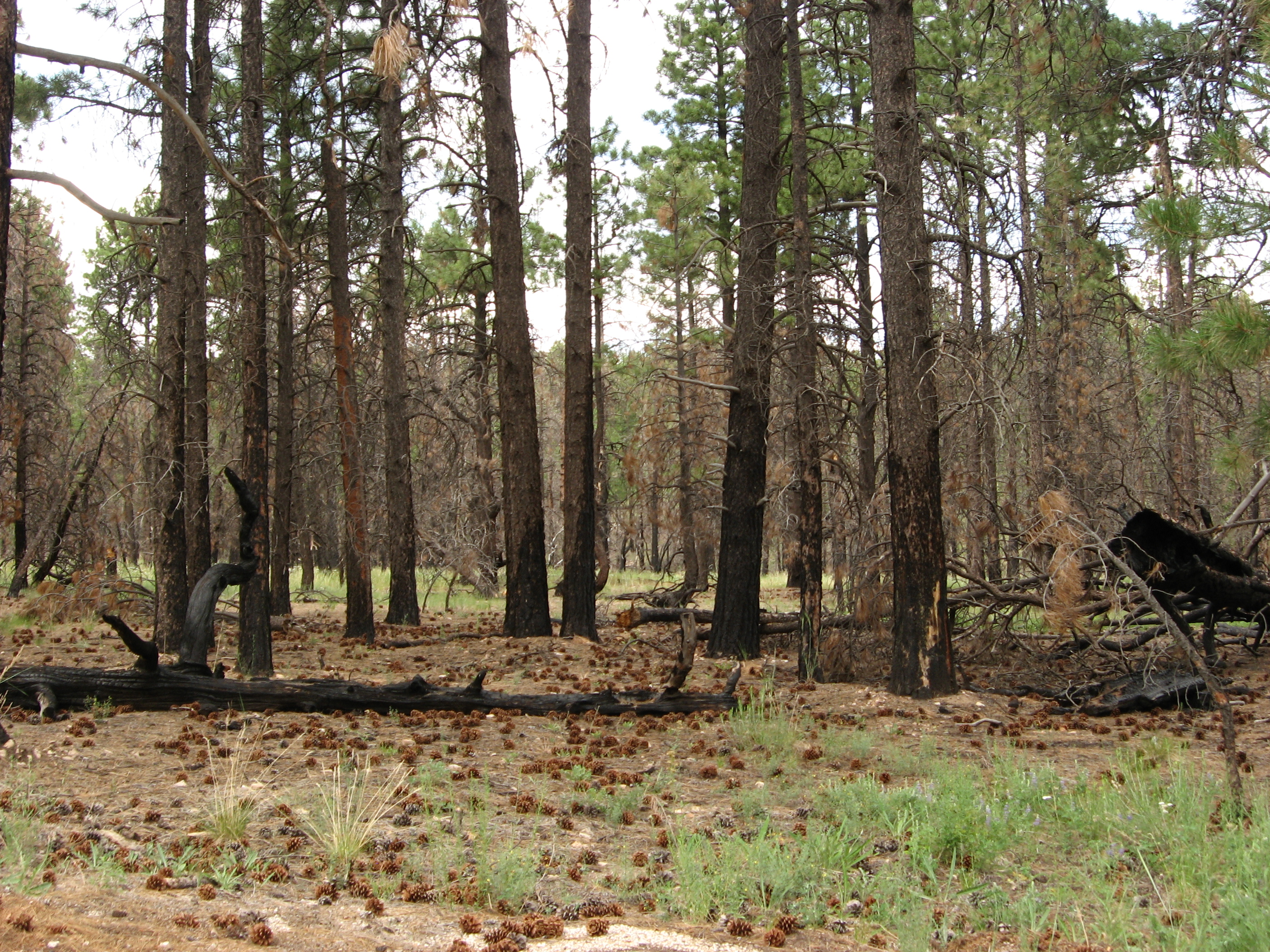
Les vieilles pinèdes, l'habitat idéal pour la Paruline de Grace

La principale menace pour cette espèce est la dégradation et la fragmentation de l’habitat par les coupes forestières et les enclaves créées par l’urbanisation. En outre, les forêts actuelles ne sont pas les mêmes qu’à l’époque précolombienne. Ces forêts, plus jeunes, se caractérisent entre autres par une canopée continue vulnérable aux feux de cime qui menacent directement le milieu de vie de la Paruline de Grace. Les forêts originelles idéales étaient constituées d’arbres matures plus ou moins espacés avec une couverture au sol constituée d’herbacées. Dans ce type d’habitat, les feux de surface réguliers empêchent le développement d’un sous-bois dense et entretiennent l’habitat de prédilection de la Paruline de Grace. Au Mexique, les coupes forestières dans les forêts de conifères et la transformation des forêts en culture ont probablement un impact négatif sur l’espèce,.

### Protection
Les mesures proposées et entreprises pour le rétablissement de la Paruline de Grace sont principalement l’aménagement des forêts pour reconstituer l’habitat d’origine. Les pratiques sylvicoles de dépressage pour favoriser les arbres gros et matures constituent l’essentiel des opérations d’aménagement. En Arizona, une densité de 236 arbres/ha après dépressage constitue un habitat de meilleure qualité qu’un peuplement non éclairci (646 arbres/ha) ou qu’un éclaircissage trop intense (181 arbres/ha),.